# Placa Laureada de Madrid
La Placa Laureada de Madrid fue una condecoración militar española concedida por la Segunda República española durante la Guerra Civil. Tuvo una corta existencia y debido a ello se hicieron pocas concesiones, aunque constituía la máxima condecoración militar, equivalente a la entonces desaparecida, en zona republicana, Cruz Laureada de San Fernando .

## Historia
Constituía la más preciada condecoración concedida por la República española durante la Guerra Civil, sustituyendo durante la contienda a la Cruz Laureada de San Fernando (que continuó vigente en la zona sublevada). La Placa Laureada de Madrid fue creada por decreto gubernamental el 25 de mayo de 1937; Con la derrota de la II República también vino el final de la corta existencia de esta condecoración.

### Concesiones
Con una corta existencia, esta condecoración solo se concedió en contadas ocasiones, siendo los premiados:
- General de brigada José Miaja Menant, en recompensa por su extensa actuación durante la Defensa de Madrid.[2]
- General Vicente Rojo Lluch, por su actuación durante la conquista de Teruel como Jefe del Ejército.[3]
- Mayor de caballería Manuel Fontela Frois, por su heroica actuación durante la Defensa de Madrid.[4]
- Teniente coronel de Infantería de Marina Ambrosio Ristori de la Cuadra, muerto durante la Defensa de Madrid.[5] Concesión a título póstumo.
- Almirante de la Marina de Guerra de la República Española Luis González de Ubieta, por su actuación durante el hundimiento del crucero pesado Baleares en la Batalla del Cabo de Palos.[6]
- Mayor de Aviación Leocadio Mendiola Núñez, por sus servicios prestados.[7]
- Los Mayores de milicias Domiciano Leal Sargenta y Manuel Álvarez Álvarez, por su actuación durante la Batalla del Ebro.[8] Propuesta su concesión a título póstumo, constituyeron también las últimas concesiones que se realizaron.